# Jeffrey Spier
Jeffrey Bryan Spier ist ein US-amerikanischer Klassischer Archäologe. 
Jeffrey Spier erwarb 1977 den Abschluss B.A. in Klassischer Archäologie an der Harvard University. Von September 1976 bis September 1977 war er Research Assistant bei George M. A. Hanfmann. Von Oktober 1983 bis April 1988 studierte er am Merton College der Universität Oxford und wurde dort bei John Boardman mit der Dissertation Minor Arts and Regional Styles in East Greece, 700-500 B.C. promoviert. Sein Spezialgebiet sind antike Gemmen und Kleinkunst, so verfasste er etwa die Kataloge der Gemmensammlungen des J. Paul Getty Museum und des Museu Calouste Gulbenkian.
Er lehrte ab 2004 als University Associate im Classics Department der University of Arizona, Tucson, AZ. Er war Gastkurator der Ausstellung Picturing the Bible: The Earliest Christian Art im Kimbell Art Museum in Fort Worth (2007/08). Von September 2014 bis Januar 2024 war er als Senior Curator Leiter der Antikenabteilung des J. Paul Getty Museum in Malibu (Getty Villa).

## Veröffentlichungen (Auswahl)
- A Byzantine pendant in the J. Paul Getty Museum, in: Getty Museum Journal 15 (1987) 5–14.
- Lycian coins in the decadrachm hoard, in: Coinage and administration in the Athenian and Persian empires. The Ninth Oxford Symposium on Coinage and Monetary History, April 1986 (Oxford 1987) 29–37.
- Minor arts and regional styles in East Greece, 700-500 B.C., D.Phil. Thesis University of Oxford, 1988
- Rezension zu: N. M. Waggoner: Early Greek Coins from the Collection of Jonathan P. Rosen. 1983, in: Numismatic Chronicle 148 (1988) 220–222.
- A group of Ptolemaic engraved garnets, in: Journal of the Walters Art Gallery 47 (1989) 21–38.
- Blinded with Science: The Abuse of Science in the Detection of False Antiquities, in: The Burlington Magazine 132, 1990, 623–631.
- Emblems in archaic Greece, in: Bulletin of the Institute of Classical Studies 37 (1990) 107–129.
- Un anillo bizantino-occidental en el museo Lázaro Galdiano, in: Goya 216 (1990) 328–330.
- Rezension zu: Novella Vismara: Monetazione arcaica della Lycia I. Il dinasta Wekhssere I (Glaux 2, 1989) und Monetazione arcaica della Lycia II. La Collezione Winsemann Falghera (Gaux 3, 1989), in: Numismatic Chronicle 151 (1991) 232–237.
- Two hellenistic gems rediscovered, in: Antike Kunst 34 (1991) 91–95.
- Ancient gems and finger rings: catalogue of the collections, The J. Paul Getty Museum. Malibu, Calif. 1992, ISBN 0-89236-215-4
- Medieval Byzantine magical amulets and their tradition, in: Journal of the Warburg and Courtauld Institutes 56 (1993) 25–62.
- Rezension zu: Elizabeth Bartman: Ancient sculptural copies in miniature, 1992, in: Classical Review 43 (1993) 381–383.
- Rezension zu: Erdoğan Işık: Elektronstatere aus Klazomenai. Der Schatzfund von 1989, 1992, in: Numismatic Chronicle 154 (1994) 300–302.
- mit Eleni Vassilika: S. S. Lewis: notes on a Victorian antiquary and on contemporary collecting, in: Journal of the history of collections 7,1 (1995) 85–102.
- mit Roy Kotansky: The "Horned Hunter" on a Lost Gnostic Gem, in: Harvard Theological Review 88 (1995) 315–337.
- Rezension zu: Marie-Louise Vollenweider: Camées et intailles, 1. Les portraits grecs du Cabinet des médailles. Catalogue raisonné, in: Schweizerische Numismatische Rundschau 75 (1996) 281–284.
- Early Christian gems and their rediscovery, in: Engraved Gems: Survivals and Revivals, Washington DC. 1997, 32–43.
- Notes on early electrum coinage and a die-linked issue from Lydia, in: Richard Ashton; Silvia Hurter (eds.): Studies in Greek Numismatics in Memory of Martin Jessop Price, London 1998, 327–334.
- Conyers Middleton's gems, in: Classicism to neo-classicism. Essays dedicated to Gertrud Seidmann, Oxford 1999, 205–215.
- From East Greece to Etruria. A late sixth-century B.C. gem workshop, in: Periplous. Papers on classical art and archaeology presented to Sir John Boardman, London 2000, 330–335.
- mit Jonathan Kagan: Sir Charles Frederick and the forgery of ancient coins in eighteenth-century Rome, in: Journal of the history of collections 12,1 (2000) 35–90.
- Rezension zu: Novella Vismara: Ripostigli d'epoca pre-ellenistica (VI - IV secolo a.C.) con monete della Lycia arcaica. Aspetti e problemi di distribuzione e di circolazione. Catalogo dei ritrovamenti di Lycia (?) 1972 (?) e Lycia (?) 1973 (?), in: Numismatic Chronicle 160 (2000) 369–372.
- A catalogue of the Calouste Gulbenkian collection of gems, Lisbon, Calouste Gulbenkian Foundation 2001, ISBN 972-8128-70-3
- mit Melih Arslan; A. Dervisagaoglou: The Demirler, Lycia (c. 1972) hoard (CH 1.6, 8.40, 9.351), in: Andrew Meadows; Ute Wartenberg (eds.): Coin hoards. Volume IX, Greek hoards, London 2002, 87–93.
- Middle Byzantine (10th - 13th century AD) stamp seals in semi-precious stone, in: Chris Entwistle (Hrsg.): Through a glass brightly: studies in Byzantine and medieval art and archaeology presented to David Buckton, Oxford 2003, 114–126.
- A lost consular diptych of Anicius Auchenius Bassus (A.D. 408) on the mould for an ARS plaque, in: Journal of Roman Archaeology 16 (2003) 350–354.
- A revival of antique magical practice in tenth-century Constantinople, in: Charles Burnett (Hrsg.): Magic and the classical tradition, Warburg Institute colloquia 7, London 2006, 29–36.
- Antique and early Christians gems, Wiesbaden, Reichert 2007, ISBN 3-89500-434-0